# Sebecotepe VI
Caotepré Sebecotepe VI ou Sobecotepe VI foi um faraó egípcio da XIII dinastia, durante o Segundo Período Intermediário. De acordo com o egiptólogo Kim Ryholt, seria o 31º faraó da dinastia, enquanto Darell Baker acreditava que seria o 31º. Alternativamente, Jürgen von Beckerath e Detlef Franke veem-no como o 25º.

## Identidade
Até ao estudo de Ryholt da época do Segundo Período Intermediário, acreditava-se que o sobrenome de Sebecotepe VI era Merotepré. Porém, reavaliando as evidências arqueológicas, Ryholt atribuiu o nome Merotepré a Sebecotepe V e Caotepré a Sebecotepe VI.

## Provas de existência
Sebecotepe VI estava na lista do Papiro de Turim como sucessor de Sebecotepe IV. Contudo, descobriu-se que havia uma lacuna na lista, possivelmente reservada para Merotepré Sebecotepe. É atribuído a Sebecotepe VI um reinado de 4 anos, 8 meses e 29 dias,, que Ryholt data entre 1719-1715 a.C. Apesar do reinado relativamente longo para o período em questão, há muito poucos objetos que comprovam o governo deste faraó.  Existe um  artefacto-escaravelho de i e uma estátua ajoelhante do rei, possivelmente de Querma. Itens de numerosas proveniências incluem seis artefactos-escaravelho, um selo cilíndrico e uma impressão de selo. Finalmente, foi encontrado também um artefacto-escaravelho que trazia a inscrição do sobrenome Caotepre numa tumba em Jericó, que seria uma forte evidência das relações da XIII dinastia com o Levante.

## Família
O pai de Sebecotepe VI seria Sebecotepe IV, cujo reinado é o melhor comprovado de todo o Segundo Período Intermediário. A hipótese é baseada numa inscrição encontrada em Uádi Hudi, que prova que Sebecotepe IV teve um filho chamado Sebecotepe. Se este filho for de fato Sebecotepe VI, a sua mãe seria possivelmente Tjan, esposa de Sebecotepe IV. A esposa de Sebecotepe VI chamar-se-ia Caenoube (ou Khaesnebou) ou Nubotepti.